# Juan José Aramburu
Juan José Aramburu Amorena (13 de octubre de 1981 en Irún, Guipúzcoa) es un deportista español que compite en tiro. Su especialidad es la prueba de skeet.
Obtuvo la medalla de oro en el Mundial de Belgrado de 2011. Participó en los Juegos Olímpicos de Pekín 2008, quedando en la octava posición y obteniendo el respectivo diploma olímpico.
Participó en los Juegos Olímpicos de Londres 2012, al obtener la plaza en el Mundial de 2011.

## Palmarés internacional
| Año  | Evento             | Sede              | Puesto | Categoría |
| ---- | ------------------ | ----------------- | ------ | --------- |
| 2004 | Campeonato Europeo | Nicosia (Chipre)  |        | skeet     |
| 2007 | Campeonato Europeo | Granada (España)  |        | skeet     |
| 2011 | Campeonato Mundial | Belgrado (Serbia) |        | skeet     |